# 公州市
公州市（コンジュし）は、大韓民国忠清南道中央部に位置する市。百済の古都。

## 地理
首都ソウル特別市の南方125km、道庁所在地の大田広域市から西北西25kmの地点に位置する。錦江中流域を占め、下流域に扶余郡が広がる。黄海は潮位の差が激しく、錦江は公州付近まで船の航行が可能である。市南部には鶏竜山国立公園がある。市の西北部は燕岐郡と接する。大田広域市の衛星都市となっている。市域東部・燕岐郡と跨る地域に行政中心複合都市の建設が進められ、2012年7月に世宗特別自治市として忠清南道から独立した。

## 歴史
- 475年 - 百済文周王、漢城（現在のソウル特別市）から熊津（現・公州）に遷都。
- 538年 - 百済聖王、熊津から泗沘（現・扶餘郡）へ遷都。
- 686年 - 統一新羅、熊川州都督府設置。
- 757年 - 熊州に改称。
- 940年 - 高麗太祖、公州と改称し都督府設置。
- 983年 - 公州府に昇格。
- 1896年 - 忠清道南北分割により忠清南道の監営（道庁相当）所在地となる。
- 1931年4月1日 - 公州郡公州面が公州邑に昇格。[2]
- 1932年 - 忠清南道道庁、公州より大田郡大田邑へ移転。
- 1938年10月1日 - 州外面の一部が公州邑に編入。[3][4]
- 1983年2月15日 - 利仁面（鳳亭里・舟尾里・胎封里・梧谷里）・鶏龍面（新基里・巣鶴里・上旺里）・長岐面（武陵洞・月松里・新官里・錦興里）・牛城面（双新里・月尾里）の各一部が公州邑に編入[5][6]。
- 1986年1月1日 - 公州郡公州邑が公州市に昇格[7][6]。（8洞）
- 1987年1月1日 - 公州郡利仁面検詳里を編入。
- 1995年
  - 1月1日 - 公州市・公州郡が合併し、公州市が発足[8][6]。（11面8洞）
  - 3月2日 - 維鳩面が維鳩邑に昇格。[9]（1邑10面8洞）
- 1998年12月1日 - 錦興洞が新官洞に、鳳凰洞が中学洞にそれぞれ編入[10][6]。(1邑10面6洞)
- 2008年10月20日 - 山城洞を熊津洞に編入[11][12]。(1邑10面5洞)
- 2011年9月15日 - 長岐面長岩里が石荘里に改称[13][12]。
- 2012年7月1日 - 世宗特別自治市設置に伴う行政区画の見直しを実施[14][12]。(1邑9面6洞)
  - 長岐面の一部（錦岩里・大橋里・道渓里・鳳安里・山鶴里・松文里・隠龍里・坪基里・下鳳里）・儀堂面の一部（松亭里・松鶴里・龍峴里・龍岩里・台山里）を世宗特別自治市将軍面に改編。
  - 反浦面の一部が世宗特別自治市錦南面に編入。
  - 長岐面の一部（羅城里など）を世宗特別自治市ハンソル洞に改編。
  - 長岐面の残部（石荘里・松仙里・東峴里）および行政洞の新官洞の一部（錦興洞・武陵洞・月松洞および新官洞の一部）をもって行政洞の月松洞を設置。[15]

### 公州郡
- 1914年4月1日 - 郡面併合により、公州郡陽也里面・鳴灘面が燕岐郡に、県内面が大田郡に、半灘面の一部が扶餘郡にそれぞれ編入。公州郡に以下の面が発足。（13面）
  - 長岐面・儀堂面・鶏龍面・灘川面・牛城面・公州面・州外面・反浦面・正安面・木洞面・寺谷面・新上面・新下面
- 1931年4月1日 - 公州面が公州邑に昇格。[2]（1邑12面）
- 1932年10月11日 - 忠清南道道庁が公州より大田郡大田邑へ移転。
- 1938年10月1日 - 州外面が公州邑・木洞面・鶏龍面に分割編入。[3][4]（1邑11面）
- 1942年10月（1邑11面）
  - 木洞面が利仁面に改称。
  - 新上面が維鳩面に改称。
  - 新下面が新豊面に改称。
- 1971年 - 武寧王陵発掘。
- 1973年7月1日 - 寺谷面の一部（九渓里・細洞里・連宗里）・新豊面の一部が維鳩面に編入。[16]（1邑11面）
- 1983年2月15日（1邑11面）[5]
  - 利仁面（鳳亭里・舟尾里・胎封里・梧谷里）・鶏龍面（新基里・巣鶴里・上旺里）・長岐面（武陵洞・月松里・新官里・錦興里）・牛城面（双新里・月尾里）の各一部が公州邑に編入。
  - 灘川面の一部（伏龍里・盤松里・梨谷里・雲巌里および大鶴里一部）が利仁面に編入。
  - 寺谷面東海里が維鳩面に編入。
  - 儀堂面松亭1里が松文里に改称して長岐面に編入。
- 1986年1月1日 - 公州邑が公州市に昇格・分離。[7]（11面）
- 1987年1月1日（11面）
  - 利仁面検詳里が公州市に編入。
  - 灘川面新永1・2里が利仁面に編入。
  - 新豊面満川1・2里が維鳩面に編入。
- 1993年12月22日 - 論山郡上月面月午里の一部が鶏龍面に編入。（11面）
- 1995年1月1日 - 公州郡が公州市と合併し、改めて公州市が発足。公州郡消滅。[8]

## 行政

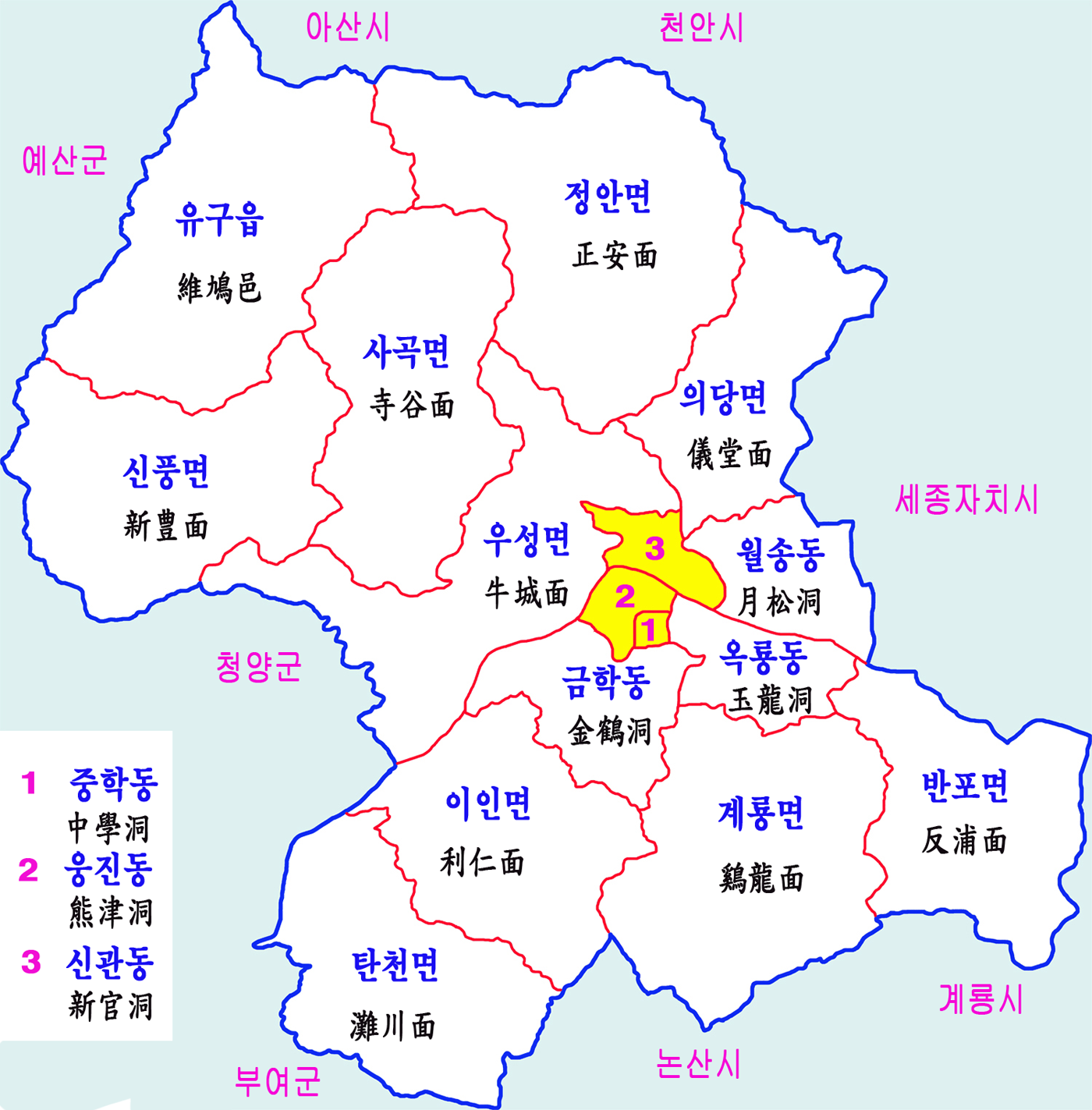
行政区域図

- 市長：李畯遠

### 行政区域
| 行政洞・邑・面 | 法定洞・法定里 |
| -------------- | --- |
| 中学洞         | 班竹洞、鳳凰洞、中洞、中学洞 |
| 熊津洞         | 熊津洞、校洞、山城洞、錦城洞 |
| 金鶴洞         | 金鶴洞、舟尾洞、鳳亭洞、胎封洞、梧谷洞、検詳洞 |
| 玉龍洞         | 玉龍洞、新基洞、巣鶴洞、上旺洞 |
| 新官洞         | 新官洞、双新洞、月尾洞 |
| 月松洞         | 石荘里洞、松仙洞、東峴洞、新官洞、錦興洞、月松洞、武陵洞 |
| 維鳩邑         | 九渓里、盧洞里、鹿川里、徳谷里、東海里、万川里、鳴谷里、文錦里、白橋里、石南里、細洞里、新達里、新影里、連宗里、維鳩里、立石里、秋鶏里、塔谷里                                         |
| 儀堂面         | 佳山里、徳鶴里、道新里、斗満里、水村里、五仁里、要龍里、月谷里、柳渓里、栗亭里、中興里、青龍里                                                                                         |
| 鶏龍面         | 敬天里、九旺里、錦帯里、箕山里、乃興里、鳳鳴里、上城里、陽化里、月谷里、月岩里、柳坪里、竹谷里、中壮里、下大里、香芝里、花隠里、華軒里                                                 |
| 灘川面         | 加尺里、見東里、光明里、菊洞里、南山里、大鶴里、徳芝里、汾江里、三角里、聖里、松鶴里、安永里、雲谷里、柳下里、長善里、鼎峙里、花井里                                                   |
| 牛城面         | 貴山里、内山里、丹芝里、大成里、道川里、東谷里、銅大里、木泉里、盤村里、方文里、方興里、宝興里、鳳峴里、上西里、新熊里、安陽里、魚川里、梧桐里、玉城里、龍鳳里、竹堂里、坪目里、韓川里 |
| 反浦面         | 孔岩里、馬岩里、鳳谷里、上莘里、松谷里、温泉里、下莘里、鶴峰里 |
| 正安面         | 高聖里、広亭里、内門里、内村里、大山里、文川里、甫勿里、北渓里、沙峴里、山城里、上龍里、石松里、双達里、於勿里、雲弓里、月山里、仁豊里、長院里、田坪里、台城里、平正里、花鳳里         |
| 利仁面         | 九岩里、達山里、万樹里、木洞里、盤松里、発揚里、伏龍里、山儀里、新永里、新興里、五龍里、龍城里、雲岩里、梨谷里、利仁里、朱峰里、草鳳里                                                 |
| 寺谷面         | 佳橋里、桂室里、古堂里、大中里、富谷里、新永里、雲岩里、月珂里、油龍里、海月里、虎渓里、花月里、会鶴里                                                                                 |
| 新豊面         | 大龍里、東院里、百龍里、鳳甲里、山亭里、仙鶴里、双大里、永井里、龍水里、笠洞里、造平里、清興里、平所里、花興里                                                                         |

### 警察
- 公州警察署

### 消防
- 公州消防署

## 教育
- 公州大学校
- 公州教育大学校

## 友好都市
- 韓国慶尚北道安東市
- 日本滋賀県守山市
- 日本熊本県和水町（締結時は公州邑と菊水町。のちに公州邑は公州市となり、菊水町は和水町となった）
- 日本山口県山口市
- 中国遼寧省瀋陽市
- 米国アラバマ州カルホーン郡

## 観光
- 国立公州博物館
- 宋山里古墳群
- 武寧王陵：百済25代の王である武寧王と王妃の陵。
- 公山城：百済都城、熊津城とも呼ばれた百済時代の山城。
- 石壮里博物館：旧石器時代の遺跡と関連の博物館。
- 麻谷寺
- 錦江
- 鶏龍山陶芸村
- 鶏龍山温泉
- 鶏龍山自然史博物館
- 錦江硫黄温泉
- 麻谷温泉

## 交通

### 鉄道
- 韓国鉄道公社（KORAIL）
  - 湖南高速線（KTX・SRT）：公州駅

長らく市内に鉄道路線が存在しなかったが、2015年4月2日に公州駅が市内南部に開業。

### バス
- 公州総合バスターミナル
  - 高速バス：ソウル高速バスターミナル行きは30分間隔・所要時間は1時間50分。仁川国際空港往きのバス路線もある。
  - 市外バス：大田広域市・ソウル南部市外バスターミナル・鳥致院(世宗特別自治市)・扶餘郡・論山・洪城などへの便がある。
  - 一般バス：鳥致院行き（公州市と世宗特別自治市のバス）・儒城温泉行きなどがある。

### 高速道路
5方向から高速道路が集まる交通の要所である。
- 論山-天安高速道路(25号線)
  - 灘川インターチェンジ- 灘川サービスエリア（順天方向のみ）- 利仁サービスエリア（天安方向のみ） - 南公州インターチェンジ - 公州ジャンクション - 正安サービスエリア - 正安インターチェンジ
- 唐津-盈徳高速道路(30号線)
  - 維鳩インターチェンジ - 新豊サービスエリア - 麻谷寺インターチェンジ - 西公州ジャンクション - 公州ジャンクション - 公州インターチェンジ - 公州サービスエリア
- 舒川-公州高速道路(151号線)
  - 西公州ジャンクション - 西公州インターチェンジ

## 出身有名人
- 沈大平（政治家）
- 金雨植（朝鮮語版）（政治家）
- 李俊揆（外交官）
- 朴賛浩（元野球選手）
- 朴魯珉（元野球選手）
- 趙東和（元野球選手）
- 趙東贊（元野球選手）
- キム・チェウォン（APRIL）
- ハビン（朝鮮語版）（モデル）